# Усть-Тарцький район
Усть-Тарцький район — муніципальне утворення в Новосибірській області Росії.
Адміністративний центр — село Усть-Тарка.

## Географія
Район розташований на заході Новосибірській області. Межує з Киштовським, Венгеровським та Татарським районами Новосибірської області, а також Омською областю.
По території району протікає річка Ом, з двома притоками — річками Тарка і Єланка. Район розташований в зоні лісостепу з великими мисливськими угіддями. Територія району за даними на 2008 рік — 406,1 тис. га, у тому числі сільгоспугіддя — 236,4 тис. га (58,2 % території). Лісом зайнято 12 % території, 22 % займають болота.

## Населення
| 2002    | 2009    | 2010    | 2011    | 2012    | 2013    | 2014    |
| ------- | ------- | ------- | ------- | ------- | ------- | ------- |
| 14 670  | ↘13 149 | ↘12 949 | ↘12 303 | ↘12 164 | ↘11 991 | ↘11 756 |
| 2015    | 2016    | 2017    | 2018    | 2019    |         |         |
| ↘11 621 | ↘11 604 | ↘11 520 | ↘11 356 | ↘11 196 |         |         |